# Ensemble InterContemporain
L'Ensemble Intercontemporain (EIC) è un'orchestra da camera francese, con sede a Parigi presso la Cité de la musique (IRCAM), specializzata nella musica colta contemporanea.

## Storia dell'ensemble
Fu fondata da Pierre Boulez nel 1976, in collaborazione con Michel Guy, l'allora ministro dei beni culturali francese, e il cofondatore della London Sinfonietta, Nicholas Snowman, ed è stata concepita come un gruppo di musicisti di alto livello, in grado di soddisfare le esigenze dei compositori contemporanei in fatto di organico.
L'EIC è particolarmente nota per le sue esecuzioni di musica della tradizione contemporanea europea. Il suo repertorio di base comprende "classici" del XX secolo, tra cui le opere di compositori della seconda scuola di Vienna, Pierre Boulez e György Ligeti, ma ha anche collaborato con musicisti provenienti da altre correnti, in particolare Frank Zappa. L'EIC è specializzato anche nella musica spettrale, eseguendo spesso lavori di Gérard Grisey, Tristan Murail, Hugues Dufourt e altri. Inoltre, promuove la produzione dei compositori di oggi, programmando almeno una prima mondiale all'anno. Dopo Boulez, dal 1979 fino al 1991, Peter Eötvös divenne il direttore principale, seguito, poi, da David Robertson (1992-2000) e da Jonathan Nott (2000-2003), che n'è tuttora il direttore ospite principale, e infine da Susanna Mälkki, che dal 2006 fino al 2012 è a guida dell'ensemble. Alla Mälkki si deve l'inclusione, nel repertorio dell'EIC, delle opere di compositori inglesi, americani e finlandesi. A partire dal 2013 è il compositore Matthias Pintscher ad assumere la direzione dell'ensemble.  Nel corso degli anni, l'ensemble ha ricevuto vari premi, tra i quali: il Gramophone Award e il Diapason d'Or.

## Discografia parziale
- Berio, Sequenze - Ensemble InterContemporain, 1994 Deutsche Grammophon
- Boulez, Marteau sans maître/Dérives 1-2 - Boulez/Ens. InterContemporain, 2002 Deutsche Grammophon
- Ligeti, Conc. da camera/Ramifications - Boulez/Ens. InterContemporain, Deutsche Grammophon
- Boulez Conducts Zappa: The Perfect Stranger, 1984 Angel/EMI